# L'Épine (Vendeia)
L'Épine é uma comuna francesa na região administrativa da Pays de la Loire, no departamento de Vendéia. Estende-se por uma área de 8,95 km². Em 2010 a comuna tinha 1 673 habitantes (densidade: 186,9 hab./km²).